# Уилсон, Кельвин
Ке́львин Джеймс Уи́лсон (англ. Kelvin James Wilson; 3 декабря 1985, Ноттингем, Ноттингемшир, Англия) — английский футболист, защитник.
За свою карьеру Кельвин играл за английские «Ноттс Каунти», «Престон Норт Энд» и «Селтик».

## Клубная карьера

### «Ноттс Каунти» и «Престон Норт Энд»
Кельвин родился 3 декабря 1985 в английском городе Ноттингем.
Профессиональную карьеру футболиста Уилсон начал летом 2003 года, когда подписал контракт с клубом из своего родного города — «Ноттс Каунти». Дебют молодого защитника в составе «сорок» состоялся 17 апреля 2004 года, когда его команда встречалась с «Хартлпул Юнайтед». Уже в следующем сезоне Уилсон закрепился в основном составе «Каунти». По итогам футбольного года одноклубники Кельвина назвали его «Футболистом года». За три сезона в стане «сорок» молодой защитник сыграл 88 матчей, забил четыре гола.
В марте 2006 года Уилсон был отдан в аренду в клуб «Престон Норт Энд» до конца сезона 2005/06. 28 марта защитник дебютировал в составе своей новой команды, отыграв полный матч против «Кру Александры». Впечатлив своей игрой тренеров «лилейно-белых», 1 июня того же года Кельвин подписал с коллективом из графства Ланкашир полноценный контракт. В сезоне 2006/07 Уилсон принял участие в 24 встречах, дважды поразив ворота соперников — 20 января 2007 года точный удар защитника принёс победу «Норт Энд» в матче Чемпионшипа со «Сток Сити», спустя неделю молодой оборонец отличился в поединке Кубка Англии, в котором «Престон» встречался с «Кристал Пэлас».

### «Ноттингем Форест»
В июле 2007 года Уилсон вернулся в свой родной город, подписав 4-летний контракт с клубом «Ноттингем Форест». Трансфер защитника обошёлся «лесникам» в 300 тысяч фунтов стерлингов. 11 августа Кельвин впервые сыграл за «Ноттингем» в официальном матче — соперником «Форест» в тот день был «Борнмут». В первом же сезоне Уилсон стал игроком основного состава «лесников», проведя за этот футбольный год в общей сложности 47 игр, и помог своей команде пробиться в Чемпионшип со второго места в Первой английской лиге.
В следующем футбольном году Уилсон, несмотря на регулярные появления в стартовом составе «лесников», не смог продемонстрировать прошлогодней игры. 13 апреля 2009 года в матче с «Шеффилд Юнайтед» Кельвин был удалён с поля за удар головой футболиста оппонентов Грега Хэлфорда. За этот проступок футболист был дисквалифицирован на три игры и подвергся жёсткой обструкции со стороны наставника «Форест» Билли Дэвиса.

### «Селтик»
7 января 2011 года Уилсон подписал предварительный контракт с грандом шотландского футбола — глазговским «Селтиком». 1 июля того же года Келвин официально стал футболистом «кельтов». 24 июля состоялся дебют защитника в глазговской команде — в тот день «бело-зелёные» в рамках шотландской Премьер-лиги противостояли эдинбургскому «Хиберниану».

## Достижения
«Селтик»
- Чемпион Шотландии: 2011/12, 2012/13
- Обладатель Кубка Шотландии: 2012/2013
- Финалист Кубка шотландской лиги: 2011/12

## Статистика
| Клуб                        | Сезон                       | Чемпионат | Чемпионат | Кубок | Кубок | Кубок Лиги | Кубок Лиги | Трофей Футбольной Лиги | Трофей Футбольной Лиги | Плей-офф Лиги | Плей-офф Лиги | Еврокубки | Еврокубки | Итого | Итого |
| Клуб                        | Сезон                       | Игры      | Голы      | Игры  | Голы  | Игры       | Голы       | Игры                   | Голы                   | Игры          | Голы          | Игры      | Голы      | Игры  | Голы  |
| --------------------------- | --------------------------- | --------- | --------- | ----- | ----- | ---------- | ---------- | ---------------------- | ---------------------- | ------------- | ------------- | --------- | --------- | ----- | ----- |
| Ноттс Каунти                | 2003/04                     | 3         | 0         | —     | —     | —          | —          | —                      | —                      | —             | —             | —         | —         | 3     | 0     |
| Ноттс Каунти                | 2004/05                     | 41        | 2         | 4     | 0     | 2          | 1          | 1                      | 0                      | —             | —             | —         | —         | 48    | 3     |
| Ноттс Каунти                | 2005/06                     | 34        | 1         | 1     | 0     | 1          | 0          | 1                      | 0                      | —             | —             | —         | —         | 37    | 1     |
| Всего за «Ноттс Каунти»     | Всего за «Ноттс Каунти»     | 78        | 3         | 5     | 0     | 3          | 1          | 2                      | 0                      | 0             | 0             | 0         | 0         | 88    | 4     |
| Престон Норт Энд            | 2005/06                     | 6         | 0         | —     | —     | —          | —          | —                      | —                      | —             | —             | —         | —         | 6     | 0     |
| Престон Норт Энд            | 2006/07                     | 21        | 1         | 2     | 1     | 1          | 0          | —                      | —                      | —             | —             | —         | —         | 24    | 2     |
| Всего за «Престон Норт Энд» | Всего за «Престон Норт Энд» | 27        | 1         | 2     | 1     | 1          | 0          | 0                      | 0                      | 0             | 0             | 0         | 0         | 30    | 2     |
| Ноттингем Форест            | 2007/08                     | 42        | 0         | 3     | 0     | 2          | 0          | —                      | —                      | —             | —             | —         | —         | 47    | 0     |
| Ноттингем Форест            | 2008/09                     | 36        | 0         | 3     | 0     | —          | —          | —                      | —                      | —             | —             | —         | —         | 39    | 0     |
| Ноттингем Форест            | 2009/10                     | 35        | 0         | —     | —     | 1          | 0          | —                      | —                      | 2             | 0             | —         | —         | 38    | 0     |
| Ноттингем Форест            | 2010/11                     | 10        | 0         | —     | —     | —          | —          | —                      | —                      | —             | —             | —         | —         | 10    | 0     |
| Всего за «Ноттингем Форест» | Всего за «Ноттингем Форест» | 123       | 0         | 6     | 0     | 3          | 0          | 0                      | 0                      | 2             | 0             | 0         | 0         | 134   | 0     |
| Селтик                      | 2011/12                     | 15        | 0         | 3     | 0     | 2          | 0          | —                      | —                      | —             | —             | 2         | 0         | 22    | 0     |
| Селтик                      | 2012/13                     | 27        | 0         | 3     | 0     | 3          | 0          | —                      | —                      | —             | —             | 10        | 0         | 43    | 0     |
| Всего за «Селтик»           | Всего за «Селтик»           | 42        | 0         | 6     | 0     | 5          | 0          | 0                      | 0                      | 0             | 0             | 12        | 0         | 65    | 0     |
| Всего за карьеру            | Всего за карьеру            | 270       | 4         | 19    | 1     | 12         | 1          | 2                      | 0                      | 2             | 0             | 12        | 0         | 317   | 6     |

(откорректировано по состоянию на 31 марта 2013)